# Mario Beccaria
Mario Beccaria (Sant'Angelo Lodigiano, 18 de junio de 1920 - 22 de noviembre de 2003) fue un político italiano y uno de los exponentes de la Democracia Cristiana (DC). Fue además representante de la Región de Lombardía en la Cámara de Diputados italiana.
Fue un amante de la música en general: de hecho, en los años 50 formó parte de la junta directiva de la organización benéfica Amundis, que tenía la tarea de valorizar los cantantes y músicos locales.
A él se le ha dedicado una calle en Sant'Angelo Lodigiano.

## Ámbito político
- Alcalde de Sant'Angelo Lodigiano de 1960 a 1964.
- Diputado de 1968 a 1972.
- Diputado de 1972 a 1976.
- Secretario de la IX Comisión (obras públicas)